# TSV GutsMuths Berlin

Logo vom TSV GutsMuths Berlin

Der TSV GutsMuths Berlin 1861 e. V. ist ein Sportverein in Berlin-Moabit, der überregional durch die Erfolge seiner Frauenhandballmannschaft bekannt wurde.
Es werden folgende Sportarten angeboten: Turnen, Leichtathletik, Handball, Schwimmen, Tischtennis, Badminton, Kleinkinderturnen, Eltern-Kind-Turnen, Volleyball, Taekwondo und Judo.

## Geschichte
Ein Berliner Turnlehrer namens Fleischmann gab die Anregung zur Gründung eines Turnvereins. Einige angesehene Bürger Moabits griffen die Idee auf und beriefen eine Versammlung zum 11. Mai 1861 ein. Zu Ehren des Begründers des deutschen Jugendturnens, Johann Christoph Friedrich GutsMuths, beschloss man, dem Verein den Namen „GutsMuths“ zu geben. 1945 verbot die Alliierte Kommandantur von Berlin allen Vereinen jede sportliche Betätigung. Am 11. Mai 1957, 96 Jahre nach der Gründung des TV GutsMuths, wurde die Gründung des Turn- und Sportvereins „GutsMuths 1861 e. V.“ zu Protokoll gegeben. Im TSV GutsMuths wird der freizeitsportorientierte Breitensport gepflegt. Am 1. September 1986 konnte das Turn- und Freizeitzentrum des TSV in Betrieb genommen werden. Im Sport-Zentrum befindet sich, neben der Sporthalle ein Fitnessraum, eine Sauna, eine Kegelbahn sowie eine Gaststätte. Auf dem Gelände findet man auch einen Sportplatz mit 400-Meter-Laufbahn, Hoch- und Stabhochsprunganlagen, Diskus- und Kugelstoßring, Weitsprunggrube und ein Handball-Kleinfeld.
Über 50 Kursangebote stehen neben dem traditionellen Turn- und Sportangebot im Turnen, Handball, Badminton, Schwimmen, Volleyball, Taekwondo, Judo sowie in der Leichtathletik zur Auswahl.
Über 3.000 Mitglieder und mehr als 350 ständige Kursteilnehmer (ohne feste Vereinsmitgliedschaft) gehen einer regelmäßigen sportlichen Betätigung beim Verein nach.

## Die Handballerinnen des TSV GutsMuths
Erstmals bundesweit auf sich aufmerksam machte der TSV GutsMuths in der Saison 1968/69. Als Berliner Meister qualifizierte man sich für die Endrundenspiele um die deutsche Hallenhandball-Meisterschaft. Dort unterlag der TSV im Halbfinale dem späteren deutschen Meister 1. FC Nürnberg knapp mit 9:10.
Den bis dahin größten Triumph feierte der Verein in der Saison 1973/74, als man nach zwei Siegen über Holstein Kiel bis ins Endspiel vordrang. Dort hieß der Gegner Bayer Leverkusen. 10:10 lautete das Ergebnis am Ende der normalen Spielzeit, ehe sich die favorisierten Westdeutschen in der Verlängerung mit 15:12 durchsetzten.
Bei der Gründung der zweigleisigen Bundesliga 1975 war der TSV GutsMuths mit von der Partie. Sechs Mal errang man zwischen 1975 und 1982 die Staffel-Meisterschaft in der Bundesliga Süd. Dabei stellte der Klub einen wohl einmaligen Rekord auf: 1976/77 und 1977/78 blieb man in zwei Spielzeiten der Bundesliga, Staffel Süd, ohne jeden Verlustpunkt.
1977 gelang der ganz große Wurf, als man mit einem 12:7-Finalerfolg über den TSV Rot-Weiß Auerbach den deutschen Meistertitel an die Spree holte. 2.200 Zuschauer in der Charlottenburger Sporthalle sahen eine schnelle 4:0-Führung der Berlinerinnen bis zur zwölften Minute. Zwar verkürzte Auerbach, das von 250 Anhängern unterstützt wurde, zum 4:1-Halbzeitstand, doch Mitte der zweiten Halbzeit lag GutsMuths beim 9:4 schon uneinholbar vorne.
Der TSV spielte zwischen 1975 und 2000 insgesamt 19 Jahre in der 1. Bundesliga und sechs Jahre in der 2. Bundesliga.
Nach der Saison 1999/2000 zog sich die 1992 gegründete Spielgemeinschaft aus dem TSV GutsMuths und dem Berliner TSV 1850 aus der 2. Bundesliga bis in die Oberliga Berlin-Brandenburg zurück.

## Größte Erfolge
- Deutscher Meister 1977
- Deutscher Vizemeister 1974, 1980, 1981
- DHB-Pokalsieger 1975, 1976, 1979
- Deutscher Kleinfeld-Meister 1970
- Halbfinalist Europapokal der Pokalsieger 1977
- Berliner Meister (Halle) 1969, 1971, 1973, 1974, 1975
- Berliner Meister (Großfeld) 1970, 1971, 1972, 1973
- Berliner Meister (Kleinfeld) 1977, 1978
- Norddeutsche Meister im Turnen TGW-Jugend 2008

## Die Bundesliga-Bilanz des TSV GutsMuths
(ab 1992/93 als Spielgemeinschaft mit dem Berliner TSV 1850)

| Saison  | Spielklasse    | Platz | Sp. | Tore    | Diff. | Punkte |
| ------- | -------------- | ----- | --- | ------- | ----- | ------ |
| 1975/76 | Bundesliga Süd | 01    | 14  | 184:103 | 081   | 25:03  |
| 1976/77 | Bundesliga Süd | 01    | 14  | 243:130 | 113   | 28:0   |
| 1977/78 | Bundesliga Süd | 01    | 16  | 332:190 | 142   | 32:0   |
| 1978/79 | Bundesliga Süd | 01    | 18  | 333:186 | 147   | 31:05  |
| 1979/80 | Bundesliga Süd | 01    | 18  | 292:176 | 116   | 31:05  |
| 1980/81 | Bundesliga Süd | 02    | 18  | 253:181 | 072   | 27:09  |
| 1981/82 | Bundesliga Süd | 01    | 18  | 284:211 | 073   | 30:06  |
| 1982/83 | Bundesliga Süd | 05    | 17  | 283:243 | 040   | 21:15  |
| 1983/84 | Bundesliga Süd | 07    | 18  | 225:241 | −16   | 14:22  |
| 1984/85 | Bundesliga Süd | 03    | 18  | 290:272 | 018   | 22:14  |
| 1985/86 | Bundesliga     | 07    | 18  | 293:297 | 006   | 15:21  |
| 1986/87 | Bundesliga     | 05    | 18  | 286:327 | −41   | 18:18  |
| 1987/88 | Bundesliga     | 04    | 18  | 320:314 | 006   | 20:16  |
| 1988/89 | Bundesliga     | 03    | 18  | 348:318 | 030   | 26:10  |
| 1989/90 | Bundesliga     | 08    | 22  | 428:453 | −25   | 20:24  |
| 1990/91 | Bundesliga     | 08    | 22  | 421:437 | −16   | 18:26  |
| 1991/92 | Bundesliga Süd | 07    | 22  | 415:391 | 024   | 21:23  |
| 1992/93 | 2. BL Mitte    | 02    | 20  | 512:328 | 184   | 37:03  |
| 1993/94 | 2. BL Mitte    | 01    | 20  | 459:321 | 138   | 34:06  |
| 1994/95 | Bundesliga     | 11    | 26  | 489:589 | −1000 | 15:37  |
| 1995/96 | Bundesliga     | 11    | 26  | 533:608 | −75   | 13:39  |
| 1996/97 | 2. BL Nord     | 08    | 26  | 563:546 | 017   | 25:27  |
| 1997/98 | 2. BL Nord     | 06    | 26  | 620:576 | 044   | 32:20  |
| 1998/99 | 2. BL Nord     | 05    | 26  | 581:536 | 045   | 31:21  |
| 1999/00 | 2. BL Nord     | 08    | 26  | 582:584 | 0−2   | 26:26  |

|  | Gewinn der deutschen Meisterschaft |